# 도갑사 대웅보전
도갑사 대웅보전(道岬寺 大雄寶殿)은 전라남도 영암군 군서면, 도갑사에 있는 조선시대의 건축물이다. 1974년 9월 24일 전라남도의 유형문화재 제42호로 지정되었으나, 화재로 소실되어 1977년 10월 20일 문화재 지정이 해제되었다.

## 참고 자료
- 도갑사대웅보전 - 국가유산청 국가유산포털